# یک مرد معمولی (فیلم ۲۰۱۳)
یک مرد معمولی (به انگلیسی: A Common Man) فیلمی محصول سال ۲۰۱۳ و به کارگردانی چاندران روتنام است. در این فیلم بازیگرانی همچون بن کینگزلی، بن کراس، پاتریک روتنام و ویلسون گوناراتنه ایفای نقش کرده‌اند.